# 秋田Club SWINDLE
秋田 Club SWINDLE（あきた クラブ スウィンドル）は、秋田県秋田市にあるライブハウスである。

## 概要
- 1999年10月 - 『Rocker's Cafe SWINDLE』としてオープン。
- 2002年12月 - 現名称の『秋田 Club SWINDLE』に名称変更。

## 施設概要
スタンディングであれば300 - 350人程を収容可能。また別のパターンとして椅子席に100人、プラスしてスタンディングで20 - 30人収容、という使用方法も使うことが出来る。

## 所在地
- 〒010-0921 秋田県秋田市大町2丁目2-3 ホテルパールシティ秋田竿燈大通りB1F
- 交通アクセス：JR秋田駅より車で3分、徒歩15分